# Zélandia
Koordináták: d. sz. 40°, k. h. 170°40.000000°S 170.000000°E

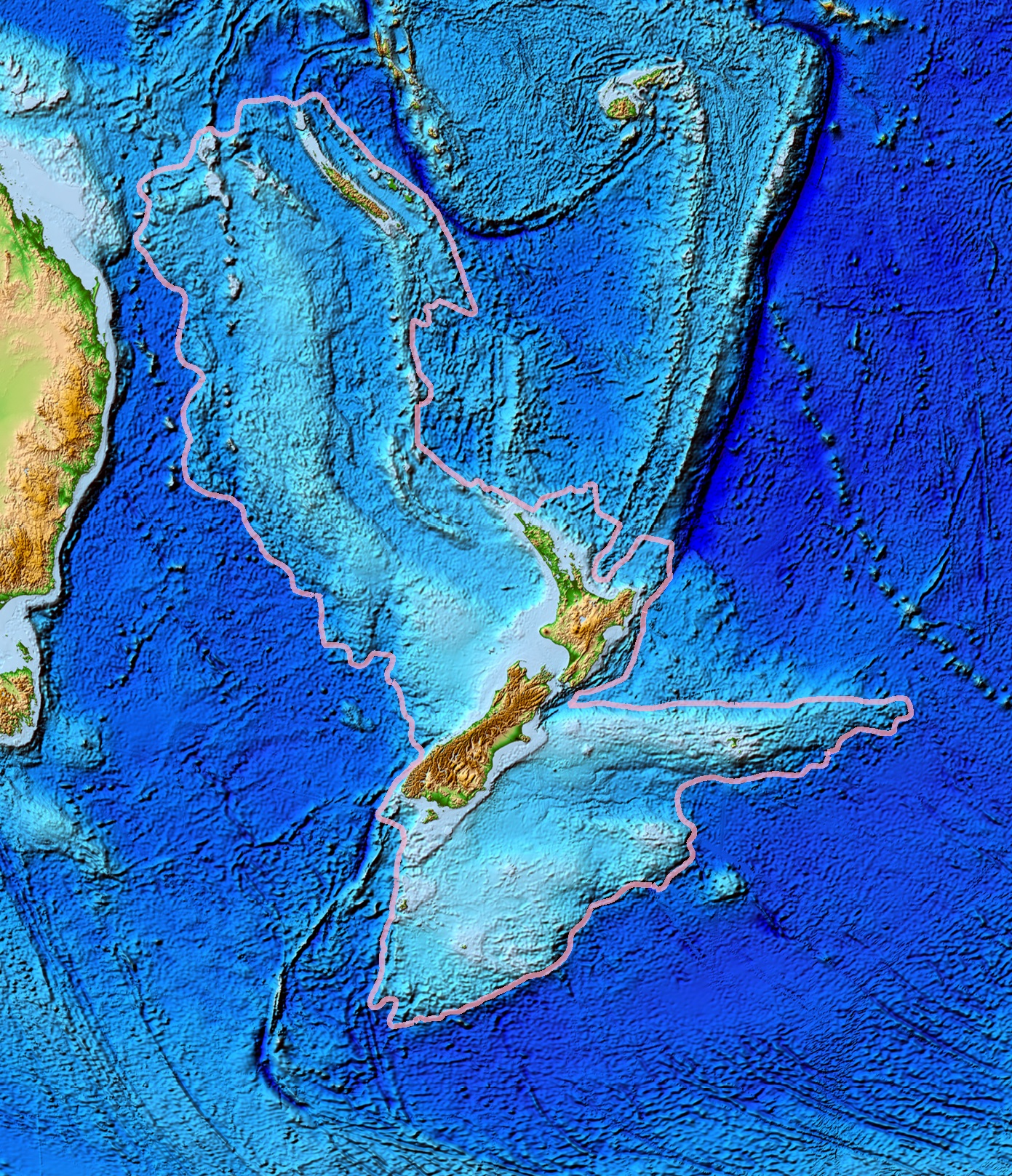
Zélandia domborzata. Az Új-Zélandtól észak-északkeletre és délnyugatra futó vonulatokat nem tekintik a kontinens részének, továbbá nem tartozik hozzá a térképen szintén látható Ausztrália (balra fent), Fiji és Vanuatu (fent középen) sem.

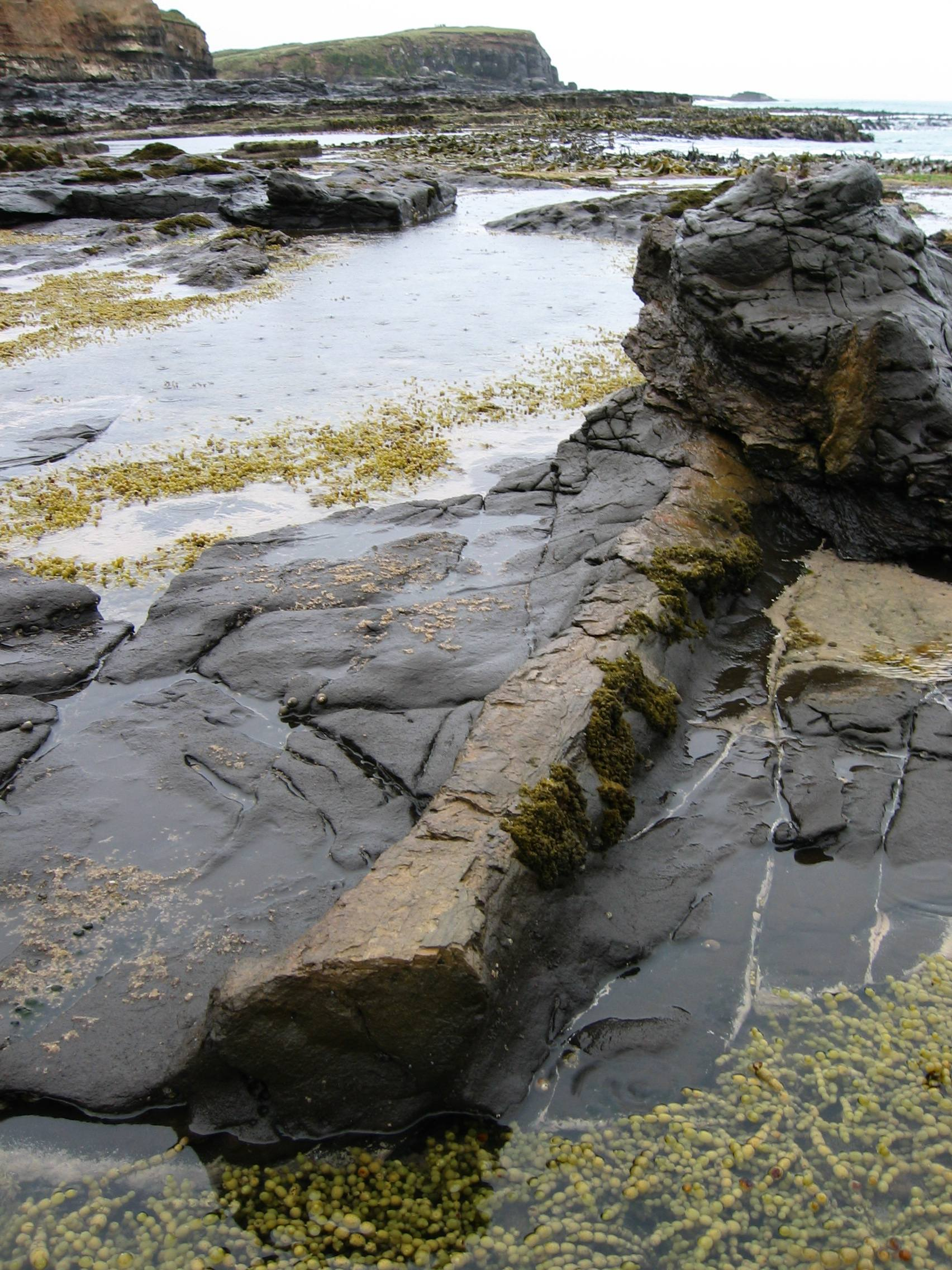
Megkövült fatörzs a Curio-öbölben

Zélandia, más néven Tasmantis vagy új-zélandi kontinens nagyrészt a tengerszint alatt fekvő kontinenstöredék a Csendes-óceán délnyugati részén. Mintegy 60-85 millió éve szakadt el Ausztráliától, amellyel együtt kb. 85-130 millió éve vált külön Antarktikától. Egyes feltételezések szerint 23 millió éve teljes területét tenger boríthatta, és területének 93%-át ma is víz borítja.

## Leírás
Zélandia területe 3,5 millió km², több, mint Grönlandé vagy Indiáé, és majdnem a fele Ausztrália területének. A hosszúkás alakú kontinens északon Új-Kaledóniától (déli szélesség 19°) délen Új-Zéland szubantarktikus szigeteiig   (déli szélesség 56°) nyúlik, ami megfelel Skandinávia északi csücske és Kréta távolságának. A legnagyobb szárazföld Új-Zéland, ezt követi Új-Kaledónia.
A kontinens tengerszint alatti területének főbb részei a Lord Howe-hát, a Challenger-plató, a Campbell-plató, a Norfolk-hátság és a Chatham-hát. Hozzá tartozik továbbá a kisebb kiterjedésű Louisiade-plató, Mellish-hát, Kenn-plató, Chesterfield-plató és Dampier-hátság. A különállónak látszó Gilbert-fenékhegy (Fiordlandtól északnyugatra) szintén Zélandia része, ugyanakkor a Bollons-fenékhegy (a Chatham-szigetektől délre) kapcsolata Zélandiával egyelőre nem tisztázott.
Zélandia tengerrel borított részein jelentős halászmezők találhatók, és itt fekszik Új-Zéland legnagyobb földgázmezője is (Taranaki partjai mentén). A Déli-szigettől délre az 1960-as évek óta kutatnak kőolaj után, mindeddig kevés sikerrel. A tengerfenék ásványkincsei között található vastartalmú homok, vulkáni eredetű fémszulfidok, ferromágneses gumók.

## Geológia

Zélandia déli része

Zélandia alapvetően két, közel párhuzamos gerincből áll, amelyek között egy inaktív hasadékvölgy húzódik. A gerinceket kontinentális kéreg alkotja, azonban mivel az vékonyabb a szokásosnál (csak mintegy 20 km vastag), néhány sziklás kis sziget kivételével nem érik el a tengerszintet, hanem csak mintegy 1000–1500 m-re emelkednek a mélytengeri síkság fölé.
Mintegy 25 millió éve Zélandia déli része (amely a Csendes-óceáni-lemezen helyezkedik el) az alpi-vető mentén elkezdett elcsúszni az északi részhez képest (amely az Ausztrál–Indiai-lemez ausztrál részén fekszik). Az ennek eredményeként létrejött, mintegy 500 km-es elmozdulás jól látható a geológiai térképeken. Ugyanezen elmozdulás nyomán szakadt meg az Új-Kaledóniai medence és a Bounty-árok folytonossága.
A lemezhatár mentén kialakult feszültség hatására emelkedett ki a Déli-Alpok hegylánca. Az erózió miatt a hegység magassága csak csekély mértékben tükrözi a teljes függőleges elmozdulást. Északabbra, a Csendes-óceáni-lemez alábukása kiterjedt vulkanizmust hozott létre, például a Coromandel-félszigeten és a Tapuo vulkáni területen. Az ehhez kapcsolódó szétsodródás és szubdukció nyomán keletkezett a Hauraki-árok, később a Whakatane-árok és a Wanganui-medence.
A kontinenstöredék területén ezt megelőzően, a Gondwanáról való leszakadás előtt, alatt és után is működtek tűzhányók. Bár Zélandia mintegy 6000 km-t sodródott a földköpenyhez képest azután, hogy elszakadt Antarktikától, ezen vulkánok anyagának összetétele mégis hasonló a szétválás előtt a közelükben fekvő ausztráliai és antarktiszi területekéihez.
E vulkánosság nyomai számos helyen fellelhetők a kontinens területén, bár jellemzően kis mennyiségben. Ez alól csak a Banks- és Otago-félszigetet felépítő pajzsvulkánok jelentenek kivételt. Ezenkívül több kisebb területen zajlott vulkanizmus a késő kréta és a kainozoikum egész folyamán, ám ennek okai máig sem tisztázottak. A miocén során Zélandia északi része (Lord Howe-hát) áthaladhatott egy forró folt felett, létrehozva ezzel a Lord Howe-fenékhegyláncot.

## Biogeográfia
Új-Kaledónia az ősi kontinens északi peremén fekszik, Új-Zéland pedig az azt kettészelő lemezhatáron. Ezek a területek az antarktikus flórabirodalom északi nyúlványai, araukáriákkal és kőtiszafafélékkel. A Curio-öbölben a Gondwanától való elszakadás előtti, jura időszaki erdők fosszilizálódott fatörzsei láthatók, hasonlóak a mai kaurikhoz és norfolk-szigeti fenyőhöz. Ezeket vulkáni iszapárak temették el, majd a növényi szövetek helyét szilícium-dioxid foglalta el, létrehozva a fosszíliákat.
Glaciális időszakok idején Zélandia jelenleginél nagyobb területei kerültek szárazra. Korábban úgy gondolták, a kontinensen nem voltak bennszülött emlősfajok, de a 2006-ban az Új-Zéland Otago régiójában talált, miocén kori fosszilis állkapocs ennek ellenkezőjét tanúsítja.

## Politikai felosztás
- Új-Zéland – 267 988 km², 93%

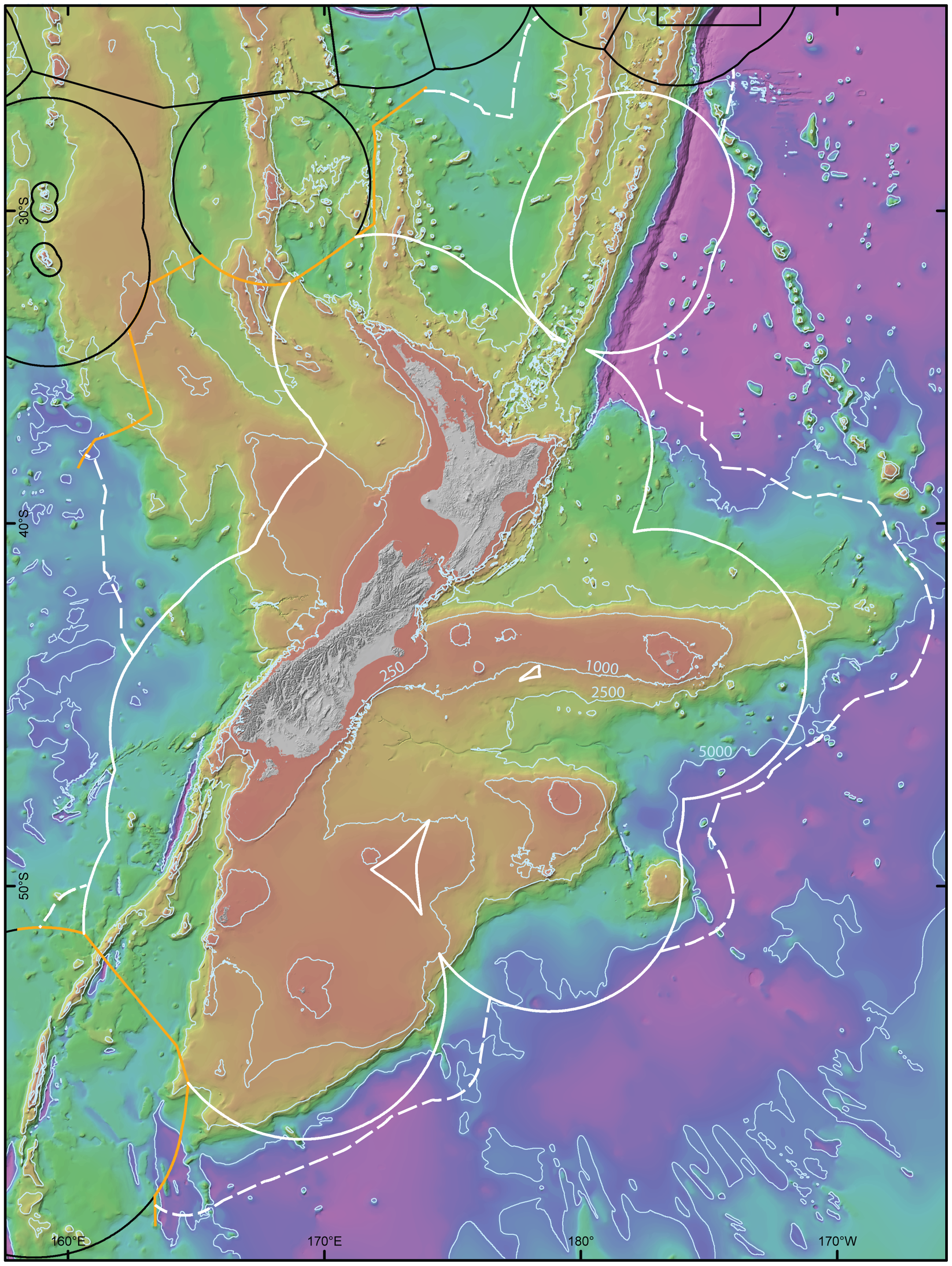
Kizárólagos gazdasági övezetek és kontinentális self

  - a két fő sziget, a környező szigetek, valamint az Ellenlábas-szigetek, Auckland-szigetek, Bounty-szigetek, Campbell-szigetek és a Chatham-szigetek (de a Kermadec-szigetek vagy a Macquarie-sziget nem)
- Új-Kaledónia és a környező szigetek – 18 576 km², 7%
- Ausztrália egyes külbirtokai
  - Lord Howe-szigetcsoport (Új-Dél-Wales) – 56 km², 0,02%
  - Norfolk-sziget – 35 km², 0,01%)
  - Elizabeth- és Middleton-zátony – 0,25 km²

Teljes szárazföldi terület ~ 286 655 km²

## Népesség
- Új-Zéland – 4 430 400 fő
- Új-Kaledónia – 252 000 fő
- Norfolk-sziget – 2302 fő
- Lord Howe-sziget – 347 fő
- Elizabeth- és Middleton-zátony – lakatlan

Teljes népesség: 4 685 000 fő

## Fordítás
Ez a szócikk részben vagy egészben  a   Zealandia (continent) című angol Wikipédia-szócikk ezen változatának fordításán alapul.  Az eredeti cikk szerkesztőit annak laptörténete sorolja fel. Ez a jelzés csupán a megfogalmazás eredetét és a szerzői jogokat jelzi, nem szolgál a cikkben szereplő információk forrásmegjelöléseként.

## Kapcsolódó szócikk
- Új-Zéland földtörténete